# Wujówka

Wujówka (prononciation : [vuˈjufka]) est un village polonais de la gmina de Jadów dans le powiat de Wołomin de la voïvodie de Mazovie dans le centre-est de la Pologne.

## Description
Il se situe à environ 27 kilomètres au nord-est de Wołomin (siège du powiat) et à 48 kilomètres au nord-est de Varsovie (capitale de la Pologne).
De 1975 à 1998, le village appartenait administrativement à la voïvodie de Siedlce.
Le village possède une population de 169 habitants en 2010.